# Gehad Madi
Gehad Refaat Madi (arabisch حهاد رفعت ماضي; geboren am 13. November 1951 in Kairo) ist ein ägyptischer Diplomat. Er war Botschafter seines Landes in Indien und Großbritannien. Von 2011 bis 2023 war er Mitglied des UN-Ausschusses für die Rechte des Kindes. Seit 2023 ist er UN-Sonderberichterstatter zu den Menschenrechten von Migranten.

## Herkunft und Ausbildung
Gehad Madi erwarb einen Bachelor-Abschluss in deutscher Sprache und Literatur. Daneben studierte er Rechtswissenschaften an der Ain-Shams-Universität in Kairo, wo er als LL.B. abschloss. Er spricht fließend Arabisch und Englisch und verfügt über gute Deutschkenntnisse.

## Karriere
Von 1984 an arbeitete er als Sprecher des ägyptischen Außenministers, wechselte 1986 als Rechtsberater zur ägyptischen Mission bei den Vereinten Nationen nach New York und wurde 1992 stellvertretender Leiter der Mission im Vereinigten Königreich. 1996 wurde er stellvertretender Außenminister mit Zuständigkeit für internationale Rechtsangelegenheiten und internationale Verträge. Von 1998 bis 2002 war er ägyptischer Botschafter in der Republik Indien, danach zwei Jahre erneut stellvertretender Außenminister nun mit Verantwortung für Menschenrechte und humanitäre Angelegenheiten. Von 2004 bis 2008 vertrat er sein Land als Botschafter in Großbritannien, wo er auch als Präsident der Generalversammlung der Internationalen Seeschifffahrtsorganisation (2007–2009) tätig war. Von 2008 bis 2011 war er wiederum stellvertretender Außenminister und leitete die Abteilung für das diplomatische und konsularische Korps im ägyptischen Außenministerium.
2011 wurde Madi Mitglied des UN-Ausschusses für die Rechte des Kindes in Genf. Im Rahmen von Dialogen mit Vertragsstaaten setzte sich Madi hierbei auch intensiv mit den Rechten von Migranten, Flüchtlingen und asylsuchenden Kindern und ihren Familien auseinander und arbeitet mit anderen Vertragsorganen der Vereinten Nationen wie dem Ausschuss für die Beseitigung der Diskriminierung der Frau, dem Ausschuss für Wanderarbeitnehmer, dem Ausschuss zum Schutz der Rechte von Menschen mit Behinderungen, dem Ausschuss gegen Folter, dem Ausschuss für wirtschaftliche, soziale und kulturelle Rechte und dem Menschenrechtsausschuss zusammen.
Gehad Madi wurde im Oktober 2023 vom UN-Menschenrechtsrat zum Sonderberichterstatter für die Menschenrechte von Migranten ernannt und trat sein Amt am 1. November 2023 an.
Im Dezember 2023 wurde er auch Mitglied der neu gegründeten Plattform unabhängiger Experten für Flüchtlingsrechte (Platform of Independent Experts on Refugee Rights, PIERR), die von der UN-Sonderberichterstatterin über den Menschenhandel Siobhán Mullally geleitet wird.
Im April 2024 ging Madi gemeinsam mit Siobhán Mullally, Tomoya Obokata, dem UN-Sonderberichterstatter für moderne Formen der Sklaverei, und den Experten der UN-Arbeitsgruppe für Wirtschaft und Menschenrechte an die Öffentlichkeit und schlug Alarm wegen der Notlage bangladeschischer Migranten in Malaysia. Hochrangige Beamte in Malaysia und Bangladesch waren nach ihrer Darstellung in kriminelle Netzwerke verwickelt, die in betrügerischer Absicht Wanderarbeiter anwerben und unter Ausnutzung ihrer unsicheren wirtschaftlichen und rechtlichen Situation in Schuldknechtschaften treiben würden. Die Wanderarbeiter müssten unter unhaltbaren und unwürdigen Bedingungen leben. Die Maßnahmen der Behörden gegen die Hintermänner seien bislang völlig unzureichend. Die Experten betonten, dass Malaysia seinen Verpflichtungen aus den UN-Leitprinzipien für Wirtschaft und Menschenrechte nachkommen und Wanderarbeitnehmer vor solchen Menschenrechtsverletzungen schützen müsse.